# Reginald John Thoroton Hildyard
Sir Reginald John Thoroton Hildyard, britanski general, * 1876, † 1965.